# Кокши (река)
Кокши́ (Кокша) — река в России, протекает по Республике Алтай. Устье реки — Телецкое озеро. Длина реки составляет 37 км.

## Притоки
- 10 км слева: Тузакту
- 22 км справа: Кот-Агач
- 24 км слева: Дырях

## Данные водного реестра
По данным государственного водного реестра России относится к Верхнеобскому бассейновому округу, водохозяйственный участок реки — Бассейн озера Телецкое, речной подбассейн реки — Бия и Катунь. Речной бассейн реки — (Верхняя) Обь до впадения Иртыша.
Код объекта в государственном водном реестре — 13010100112115100001401.